# Tsomet
Le Tsomet (hébreu : צומת, litt. carrefour) est un petit parti politique israélien, laïc, placé à l'extrême droite de l'échiquier politique.

## Idéologie
Le parti fut l'un des premiers à utiliser le slogan « la paix pour la paix », qui fut ensuite repris par tous les partis et mouvements de la droite israélienne. Ce slogan signifie qu'Israël ne doit pas abandonner de territoires pour obtenir une paix réelle (échange terre contre paix), mais que si les Arabes souhaitent réellement la paix, alors ils devraient cesser la politique de demande de terres en s'appuyant sur les menaces et abandonner leurs revendications.
Le parti soutient la séparation de la religion et de l'État.

## Histoire
Le parti fut fondé par le général Rafael Eitan en 1983 après sa retraite de chef d'état-major en 1982. Il le dirigea durant sa vie et le bâtit selon son idée comme un parti laïc de droite, avec un fort ancrage agricole. De nombreux membres et représentants du Tsomet furent ainsi voisins de Rafael Eitan à Tel Adashim (petite communauté agricole). Le Tsomet participa aux élections législatives israéliennes de 1984 dans une liste commune avec le Tehiya et Rafael Eitan fut alors élu à la Knesset (seul représentant du parti). Les deux partis se séparèrent en 1987 et le Tsomet participa de manière indépendante lors des élections législatives de 1988, remportant deux sièges. Le parti participa au gouvernement d'Yitzhak Shamir en 1990, dans lequel Rafael Eitan fut nommé Ministre de l'Agriculture. Cependant, le parti quitta la coalition en décembre 1991 en protestation à la participation d'Yitzhak Shamir à la conférence de Madrid.
Lors des élections législatives de 1992, le Tsomet obtint huit sièges, mais ne participa pas à la coalition de gauche. Cependant, le succès du parti fut aussi la raison de sa chute. Aucun des nouveaux représentants ne possédait d'expérience politique et la plupart étaient totalement inconnus. Une plaisanterie populaire de l'époque décrivait le parti comme « Rafael et les sept nains ». Les allégations de comportement autoritaire de Rafael Eitan furent formulées, et trois membres du parti, Gonen Segev, Esther Salmovitz et Alex Goldfarb quittèrent le parti pour fonder le Yiud (qui se divisa plus tard en Atid). La raison de leur départ était que Gonen Segev s'était vu offert la place de ministre de l'énergie par Yitzhak Rabin s'il votait en faveur des Accords d'Oslo, le Tsomet y étant opposé, l'accord ne pouvant être ratifié sans ce vote.
Ces faits diminuèrent la popularité du parti, et lors des élections législatives de 1996, il choisit de participer à une liste commune avec le Likoud et le Gesher sous le nom de « liste du camp national ». Le Tsomet fut assuré de se voir doté de places relativement haut placées dans la liste de coalition, en partie comme récompense de l'abandon de la candidature de Rafael Eitan comme premier ministre, les élections de 1996 étant les premières pour Israël avec un double vote, l'un pour la Knesset, l'autre pour le poste de Premier ministre. Finalement, le Tsomet obtint trois sièges à la Knesset, bien que l'un d'eux, Moshe Peled, ait quitté par la suite le parti pour former le sien propre (Mekhora) avant de rejoindre le Moledet.
Lors des élections de 1999, le Tsomet ne participa à aucune liste commune. Cependant, il avait perdu quasiment tous ses appuis, et ne rallia que 4218 suffrages, c'est-à-dire moins de 10 % du nombre requis pour passer le quorum électoral requis de 1,5 %. Après cette défaite considérée comme humiliante, Rafael Eitan se retira de la vie politique.
Le parti continua son existence, et participa aux élections législatives de 2003, 2006 et 2009, ne remportant respectivement que 2023, 1342 et 1520 suffrages et ne parvenant donc pas à franchir la barre requise.

## Résultats électoraux
| Année   | %    | Mandats | Rang | Gouvernement |
| ------- | ---- | ------- | ---- | ------------ |
| 1984[a] | 4,0  | 1 / 120 | 3e   |              |
| 1988    | 2,0  | 2 / 120 | 10e  |              |
| 1992    | 6,4  | 8 / 120 | 4e   |              |
| 1996^   | 25,1 | 4 / 120 | 2e   |              |

- ^ En coalition avec Tehiya, qui a remporté quatre sièges.
- ^ En coalition avec le Likud et Gesher, qui remportent respectivement 23 et 5 sièges.

## Membres élus à la Knesset
| Knesset (nombre d'élus)        | Membres |
| ------------------------------ | --- |
| 11e (élections de 1984) (1)    | Rafael Eitan |
| 12e (élections de 1988) (2)    | Rafael Eitan, Yoash Tzidon |
| 13e (élections de 1992) (8 –3) | Pini Badash, Haim Dayan, Rafael Eitan, Moshe Peled, Eliezer Sandberg – Alex Goldfarb, Esther Salmovitz, Gonen Segev (au Yiud) |
| 14e (élections de 1996) (3 –1) | Haim Dayan, Rafael Eitan – Moshe Peled (au Mekhora)                                                                           |